# Michael Kraus (Schwimmer)
Michael Kraus (* 26. September 1955 in Gladbeck) ist ein ehemaliger deutscher Schwimmer und Sportfunktionär.
Kraus gelang bei den Schwimmweltmeisterschaften 1975 der Durchbruch in die Weltklasse. Er wurde Sechster auf der 200-Meter-Schmetterlingstrecke und gewann mit der 4-mal-100-Meter-Lagenstaffel die Silbermedaille. Ein Jahr später gewann er mit der deutschen 4-mal-100-Meter-Lagenstaffel bei den Olympischen Spielen 1976 in Montreal die Bronzemedaille, nachdem er auf der 200-Meter-Strecke Fünfter geworden war. Bei den Europameisterschaften 1977 wurde er über 200 Meter Schmetterling Europameister. Zusammen mit Klaus Steinbach, Gerald Mörken und Peter Nocke gewann er auch die Lagenstaffel. Im Jahr darauf bei den Schwimmweltmeisterschaften 1978 gewann Kraus mit der Lagenstaffel Silber. Von 1974 bis 1980 gewann er bei sieben aufeinander folgenden deutschen Schwimmmeisterschaften den Titel auf der 200-Meter-Schmetterlingsdistanz.
Neben den Einzeltiteln bei den Deutschen Meisterschaften war er mit der Vereinsstaffel der SG Gladbeck erfolgreich. Dabei ragte der Deutsche Meistertitel über 4 × 200 Meter Freistil in Deutscher Rekordzeit im Jahr 1981 heraus. Mit seinen Staffelkollegen Dirk Korthals, Frank Wennmann und Volker Friedrich siegte er unangefochten vor der Staffel von Michael Groß.
Bis 2008 fungierte der promovierte Mediziner mehrere Jahre als Vizepräsident Leistungssport der Deutschen Triathlon Union (DTU).
Michael Kraus ist mit der ehemaligen niederländischen Schwimmerin Annelies Maas verheiratet.